# Estêvão Cardoso de Avelar
Estêvão Cardoso de Avelar (Três Corações, 4 de novembro de 1917 - Uberlândia, 3 de dezembro de 2009) foi um bispo católico, da Ordem dos Dominicanos, e bispo da Diocese de Uberlândia.
- Ordenação sacerdotal: 6 de outubro de 1946 em Três Corações (MG)
- Nomeação episcopal: 12 de agosto de 1971
- Ordenação episcopal: 26 de setembro de 1971 em Três Corações (MG)
- Data da renúncia: 23 de dezembro de 1992

## Episcopado
- Bispo prelado de Marabá (PA);
- Bispo de Uberlândia (MG), de 1978 a 1992;
- Vice-presidente do Regional Norte 2 da CNBB

Em 1976, foi detido para interrogatório, por ter defendido posseiros da região onde ocorrera a Guerrilha do Araguaia, contra violações de direitos humanos. Na época, denunciou o uso de Napalm em ataques, que afetaram a vida dos camponeses e ribeirinhos da região.